# Luiz Alfredo
Luiz Alfredo Viegas de Almeida (São Paulo, 15 de fevereiro de 1945), conhecido apenas como Luiz Alfredo, é um ex-narrador esportivo brasileiro.
Filho do narrador Geraldo José de Almeida e de Consuelo Viegas de Almeida, Luiz Alfredo teve passagens por várias emissoras de TV. Cobriu quatro Copas do Mundo e quatro Olimpíadas, além de várias partidas de futebol, e de outras modalidades.

## Carreira
Começou a trabalhar em TV na Record, fazendo reportagem de campo e pouco tempo depois narrou a Copa São Paulo de Futebol Júnior, em janeiro de 1977. Na emissora, participou do programa Clube dos Esportistas e da cobertura dos Jogos Pan-Americanos de Caracas em 1983.
Em 1984, saiu da Record e foi contratado pela Rede Globo, tendo estreado na transmissão de Flamengo x Palmeiras, pela primeira rodada do Campeonato Brasileiro daquele ano. Pela Rede Globo, comandou a transmissão de eventos marcantes como várias finais de Campeonato Paulista e algumas vitórias de Ayrton Senna na Fórmula 1. Nos Jogos Olímpicos de Barcelona em 1992, narrou a final olímpica do Vôlei Masculino com a histórica vitória do Brasil sobre a Holanda, que deu o inédito ouro da modalidade. Narrou também a Fórmula 1 entre 1992 e 1993, chegando a ser titular da Globo em 1992, ano que Galvão Bueno estava na extinta Rede OM. Também narrou as Olimpíadas de 1984 e 1988 e a Copa do Mundo de 1986, no México, amistosos da Seleção Brasileira de Futebol e algumas edições da Corrida de São Silvestre.
Teve passagem pelo SBT, onde narrou duas Copas do Mundo: a de 1990, na Itália (foi contratado pela emissora em 89, mas acabou voltando para a Globo depois do Mundial), e a de 1994, nos Estados Unidos, onde narrou a conquista do tetracampeonato mundial do Brasil, realizando um sonho antigo do pai e também narrador Geraldo José de Almeida, que narrou o tricampeonato em 1970. Além disso, relatou a final da Copa do Brasil de 1995, entre Grêmio e Corinthians, que bateu o recorde de audiência, atingindo os incríveis 60 pontos, o maior índice da história da emissora. Deixou a emissora em 1996.
Na Rede Record, em 1996 narrou as Olimpíadas de Atlanta e a Liga dos Campeões da UEFA e em 1998 a Copa do Mundo na França, trabalhando ao lado de Carlos Valadares, José Luiz Datena, Ely Coimbra, entre outros, além de narrar partidas do Campeonato Paulista e jogos de voleibol e basquete. Saiu em 1999 com a desativação da equipe esportiva da emissora.
Na TV Cultura, narrou a Copa das Confederações de 2005, Superliga e o Campeonato Brasileiro de Futebol Sub-20, no período em que a emissora transmitia eventos esportivos.
Antes, por dois anos, trabalhou na RPC TV de Curitiba, afiliada da Rede Globo, onde chegou a narrar alguns confrontos entre times paranaenses e paulistas, para a Globo SP, além de jogos dos times cariocas durante os Jogos Olímpicos de Sydney, em 2000. Atuou durante um ano no SporTV.
Em 2006, Luiz Alfredo chegou a RedeTV!, por onde ficou até março de 2012, narrando a Série B do Campeonato Brasileiro, os campeonatos internacionais, além do Boxe, MMA e Showbol. Foi seu último trabalho, pois pouco depois, Luiz Alfredo adquiriu uma hidrocefalia e não exerceu mais sua profissão, aposentando-se dos microfones.

### Característica
Seus bordões mais famosos são "Corre pra alegria!" (dito depois do grito de gol), "Eu não vi o que eu vi!" (em lances inacreditáveis, como chutes pra fora e gols que poderiam sair facilmente mas não saem), "Repeeete!!!" (durante o replay de um gol). e pecado de bola (quando um lance bonito não resultava gol ou ponto, por exemplo).

### Prêmios
| Ano  | Prêmio          | Categoria         | Resultado | Ref.   |
| ---- | --------------- | ----------------- | --------- | ------ |
| 1989 | Troféu Imprensa | Locutor Esportivo | Indicado  | [ 10 ] |

## Time de Coração
Luiz é torcedor declarado do São Paulo, tal qual seu pai. Um exemplo disso foi quando ele narrou pela TV Globo, a final do Mundial de Clubes de 1992, quando o Tricolor Paulista venceu o Barcelona por 2 a 1.